# Послание к Римлянам
Послание к Римлянам (др.-греч. Ἐπιστολὴ πρὸς Ῥωμαίους, лат. Epistula ad Romanos) — книга Нового Завета, принадлежит к числу посланий апостола Павла.

## История
Послание обращено к христианской общине столицы Империи, состоявшей в основном из обращённых язычников, в том числе и из-за того, что император Клавдий около 50 года изгнал всех иудеев из Рима. Павел рассказывает в послании о том, что апостольские труды не позволяют ему посетить Рим, он делится с римскими христианами своими планами о путешествии через Рим в Испанию (Рим. 15:24). Словно опасаясь, что этим планам не суждено сбыться, Павел адресует римлянам самое подробное из своих посланий. Если целью прочих посланий апостола было уточнить те или иные аспекты вероучения или поддержать в вере колеблющихся, поскольку основное содержание Благой Вести было преподано Павлом при личном общении, то послание к Римлянам в значительной мере является сокращённым изложением учения апостола.
Большинство библеистов полагают, что послание к Римлянам написано около 58 года, скорее всего, в Коринфе, до прибытия Павла в Иерусалим (Рим. 15:25). Другие исследователи опровергают датировку на основании того, что Павел в послании обращается как авторитетный учитель к уже сформированной церковной общине, в то время как при его появлении в Риме о таковой не было слышно, и ещё не изгнанные Клавдием иудеи вопрошали Павла о христианском учении о котором «везде спорят» (Деян.28:22).
Подлинность послания бесспорна и почти не опровергалась. Оно пользовалось большим авторитетом в среде ранних христиан, его изучал уже Климент Римский, на него ссылаются Иустин Философ, Ириней Лионский, Климент Александрийский, Тертуллиан и многие другие. Историк Эрнест Ренан охарактеризовал это послание (наряду с посланием к Галатам и посланиями к Коринфянам) как «Послания неоспоримые и не подвергавшиеся оспариванию».
Язык Послания очень характерен, ярок и выразителен. Оно надиктовывалось апостолом Павлом и записывалось его учеником Тертием, как о том сказано в последней главе послания.

## Основные темы
Послание к Римлянам содержит множество важных положений, имевших большое значение для развития христианского богословия.
Главы со второй по седьмую посвящены теме отмены исполнения Моисеева закона для вошедших в Церковь язычников. Как известно из Деяний, эта тема была главным источником разногласий в ранней Церкви и обсуждалась на Апостольском соборе в Иерусалиме (Деяния, 15 глава). В послании к Римлянам апостол Павел приводит подробные доводы в защиту решения собора о необязательности соблюдения закона для крещёных язычников и рассуждает об оправдании верой, грехе и законе.
В главах с девятой по одиннадцатую речь идёт об Израиле, отвергнувшем в основной массе Благую Весть о Христе и язычниках, принявших эту весть. Несмотря на ожесточение Израиля, апостол предвидит его обращение к Христу после того, как в Церковь войдёт полное число язычников.
Заключительная часть послания содержит наставления римской общине, 14 глава целиком посвящена вопросу о том, можно ли христианам есть мясо, купленное у язычников, если есть вероятность, что оно идоложертвенное. Апостол делает акцент не на факте идоложертвенности пищи, а на невведении ближних в соблазн. Послание к Римлянам характеризуется чёткой схемой составления:
- Приветствие (1:1—8)
- Желание благовествовать в Риме (1:9—17)
- Гнев Бога на людское нечестие (1:18—32)
- Об осуждении других (2:1—11)
- О законе Моисеевом и его исполнении (2:12—29)
- Об оправдании верой (глава 3)
- Праведность веры, пример Авраама (глава 4)
- Дар благодати (глава 5)
- О грехе (глава 6)
- Грех и закон (глава 7)
- Жизнь по плоти и по Духу (глава 8)
- Израиль и язычники (глава 9)
- Упорство и непокорность Израиля (глава 10)
- Грядущее обращение Израиля после обращения язычников (глава 11)
- Наставления общине (глава 12)
- О покорности властям и соблюдении заповедей (глава 13)
- О невведении в соблазн ближних (глава 14)
- Заключительные наставления (15:1—14)
- Апостольские труды, мешавшие апостолу прийти в Рим (15:15—22)
- Планы апостола (15:23—33)
- Приветствия (глава 16)